# Xylocopa gaullei
Xylocopa gaullei är en biart som beskrevs av Joseph Vachal 1898. Xylocopa gaullei ingår i släktet snickarbin, och familjen långtungebin. Inga underarter finns listade i Catalogue of Life.